# Космодром
Космодром или свемирска лука (свемирски центар) је место са којег се лансирају (или на које слећу) свемирске летелице, као што у луку пристају бродови или као што са аеродрома полећу/слећу авиони. Термин космодром се најчешће користи када се говори о месту са којег се свемирске летелице лансирају у орбиту око Земље или на међупланетарне трајекторије, док се термин свемирска лука (енгл. spaceport), поред ове намене, користи и за опис места са којег се летелице лансирају у суборбиталне трајекторије. Свемирске станице или будуће базе на Месецу се понекад називају свемирске луке, нарочито ако се користе као успутна станица до неке следеће дестинације.
Термин лансирна рампа користи се за било које место са којег се ланасира ракета (ракета-носач). Више ласнирних рампи обично се групише у једном подручју, које је опасано великом сигурносном облашћу и која се најчешће назива ракетна област или област пројектила (енгл. rocket range, missile range). Ова област обухвата простор на Земљи испод путање којом се ракета креће у лету, и постоји могућност да неке компоненте ракете након одбацивања (одвајања од горњих степена) ту падну. Станице за праћење се понекад налазе у овој области како би се пратио напредак ракета током лета и са њих примала телеметрија.
Велики космодроми најчешће имају више од једног лансирног комплекса. Лансирни комплекс представља место прилагођено за полетање једног типа ракете-носача, и може имати више ласнирних рампи. Раздаљина између два лансирна комплекса је најчешће велика због сигурносних разлога – удаљености између две ласнирне рампе унутар једног ласнирног комплекса је пар стотина метара до највише пар километара, док је удаљеност између два ласнирна комплекса најмање пар километара, а у случају највећих космодрома и по више десетина километара). У оквиру ласнирног комплекса често се налазе и постројења за производњу и складиштење течних горива (кисеоника, водоника или РП-1 горива), или у случају да се ракета покреће моторима са чврстим горивом постоје и постројења за обраду таквих ракетних мотора. У неким случајевима у близини ласирне рампе налази се и водени торањ у којем се складишти велика количина воде (понекад и преко милион литара) која се при полетању ракете под притиском истискује у ров како би се ублажила акустична енергија коју производе мотори.
Космодроми такође најчешће поседују и полетно-слетну стазу за авионе који опслужују космодром. Авиони се најчешће користе за транспорт свемирских летелица и вештачких сателита од места производње до места ласнирања, односно самог космодрома. Ове стазе у неким случајевима служе и за повратак летелица из свемира, као што је то био случај са америчким спејс-шатлом или совјетским Бураном. Космодром такође поседује и мрежу путева, управних зграда и зграда за становање радника и сопствену пругу по којој се крећу возови са опремом. Неки космодроми који се налазе у приобалном подручју поседују и сопствене луке, па се сегменти ракета-носача могу достављати и воденим путем. Приступ већини космодрома је ограничен због сигурносних разлога.

## Историја
Прве ракете које су прешле границу свемира (висину од 100 km) биле су немачке V-2 ракете, лансиране из Пенеминдеа за време Другог светског рата. По завршетку рата, 70 целих ракета V-2 донето је у САД како би се тестирале у Вајт Сендсу у Новом Мексику. Од ових 70 ракета, њих 47 достигло је висине између 100 и 213 километара.
Први космодром намењен за лансирање ракета-носача без или са људском посадом, космодром Бајконур у јужном Казахстану, отворен је 1955. године и у почетку га је совјетска војска користила за тестирање својих пројектила. Први орбитални лет са овог космодрома догодио се 4. октобра 1957. године када је ракета Спутњик лансирала истоимени сателит Спутњик-1, уједно и први вештачки сателит који је успешно постављен у орбиту око Земље. Тачна локација космодрома дуго је скривана од јавности. Често се мислило да се космодром налази код истоименог рударског града удаљеног 320 km. Тачна локација јавности изван СССР-а обелодањена је тек након што су шпијунски авиони Локид U-2 открили космодром пратећи железничке пруге у Казахстану, али су совјетске власти одбиле то да потврде чак и деценијама након тога.
Прво лансирање са људском посадом са Бајконура догодило се 12. априла 1961. године, када је Јуриј Гагрин постао први човек у свемиру и први човек који је ушао у орбиту око Земље. Лансирна рампа са које је он полетео, Рапма 1, достигла је посебан симболични значај и често се назива Гагаринов старт. Бајконур је био примарни космодром Совјетског савеза, а и данас га користи Русија која има посебан уговор са Казахстаном и годишње овој држави плаћа одређену своту новца како би могла да га користи.
Као одговор на ране успехе Совјетског савеза, Сједињене Америчке Државе су изградиле велики ласнирни комплекс код Кејп Канаверала на Фориди. Велики број лансирања беспилотних ракета, као и прва лансирања ракета-носача са људском посадом догодила су се из Ваздухопловне базе Кејп Канаверал. Касније, када се почело са пројектом Аполо, у близини ове базе наменски је изграђен свемирски центар Кенеди, са којег је у јулу 1969. године лансирана мисија Аполо 11 чији су чланови Нил Армстронг и Баз Олдрин постали први људи који су крочили на Месец. Након тога, центар Кенеди био је база за сва лансирања спејс-шатла, као и за већину слетања.
Космодром Куру у Француској Гвајани је главни центар за лансирања ракета-носача Европске свемирске агенције. Ова локација има додатну предност – налази се само 4° северно од екватора, тако да ракете могу доставити у орбиту терет веће масе уз мању количину горива.
У октобру 2003. године са космодрома Џиучиен Кина је лансирала прву ракету са људском посадом, и тако постала тек трећа држава која је успела да то постигне.
Одступајући од традиције, у јуну 2004. године је из свемирске луке у пустињи Мохаве (Калифорнија) полетела приватно финансирана летелица SpaceShipOne. Лет је био суборбитални, али је прешао границу свемира, тако да је пилот летелице био у свемиру. Овим летом отворена је нова страница књиге свемирских летова, у којој ће значајну улогу играти свемирски туризам. Брод SpaceShipOne је до одређене висине подигла летелица налик теретном авиону, а затим се брод одвојио и уз помоћ ракете достигао границу свемира.

## Локација
Ракете-носачи терет могу најлакше доставити у орбиту уколико се ласнирају са екватора ка истоку, чиме се максимизује помоћ Земљине ротационе брзине, која на екватору износи 465 m/s (1.674,4 km/h). Лансирање са те локације такође даје повољну оријентацију за постављање терета у геостационарну орбиту. Ово не важи при лансирању терета у поларну или Молнија орбиту.
Надморска висина са које се ласнира ракета-носач није толико битан фактор јер се већина брзине при лансирању троши на постизање хоризонталне орбиталне брзине (ракета након полетања не лети вертикално навише, већ убрзо скреће и лети скоро хоризонтално са Земљом, добијајући мало на висини а много на брзини). Да би се ракета ласнирала са веће надморске висине потребно је изградити космодром на високим врховима планина, што није економски оправдано. Позитивни ефекти ласнирања са веће надморске висине су мало мања вертикална дистанца коју ракета треба да савлада, мањи отпор ваздуха и мањи атмосферски притисак.
Многи космодроми су у ствари само надограђене војне базе за ласнирање интерконтиненталних балистичких ракета, што није баш идеално решење. Космодроми се граде што даље од насељених центара, како би се смањио ризик од повреда људи уколико дође до експлозије ракете. Идеално је да се космодром налази на обали мора или океана како би се одбачени степени ракете приземљили на површину воде, а не на копно где је могуће да падну на неко насеље. Космодроми су углавном довољно велики да, чак и уколико дође до експлозије ракете при полетању, не постоји могућност да људи буду у опасности, а уз то и да не дође до оштећења на оближњим ласнирним рампама.

## Ванземаљске свемирске луке
Предложено је да се свемирске луке изграде на разним локацијама, међу којима су Месец, Марс, ниска Земљина орбита, Сунце–Земља и Земља–Месец Лагранжове тачке, као и на другим локацијама широм Сунчевог система. База са људском посадом на Месецу или Марсу ће, по дефиницији, бити свемирска лука. У истраживању које је 2012. године спровео Међународни свемирски универзитет проучавани су економски аспекти постављања свемирских лука широм Сунчевог система, почевши од Земље и ширећи се ка дубоком свемиру. На основу спроведених анализа, први корак би био постављање свемирске луке у ниску Земљину орбиту која би сужила као тегљач и превозила сателите из ове у геостационарну орбиту, чиме би се трошкови лансирања смањили и до 44% (зависно од ракете-носача). Следећи корак био би постављање свемирске луке на Месечеву површину која би пружала услуге копања залиха леда на Месецу и достављања ракетног горива до прве станице у НЗО. Овако би се усталило присуство људи на Месецу и додатно смањили трошкови путовања између Земље и Месеца. Трећи корак био би постављање свемирске луке на марсовски месец Фобос која би служила као успутна станица пред слетање људских мисија на Марс, као за допуњавање залиха људских мисија ка спољашњем делу Сунчевог система или при њиховом повратку на Земљу. Уз услуге вађења руда и допуне резервоара, мрежа оваквих свемирских лука могле би да послуже као локације за производњу и дистрибуцију енергије, места на којима се врши склапање и поправка свемирских бродова, комуникацију, склониште од космичког зрачења или логистичку подршку.

## Космодроми са којих су лансирани људи
У табели испод наведени су космодроми и лансирни комплекси са којих су успешно спроведена лансирања људи у свемир (за границу свемира узима се Карманова линија – висина од 100 km). Космодроми су сортирани по времену када је ласнирање са људском посадом спроведено.
| Космодром                             | Лансрини комплекс | Ракета       | Летелица        | Бр. летова     | Године     |
| ------------------------------------- | ----------------- | ------------ | --------------- | -------------- | ---------- |
| Космодром Бајконур, Казахстан         | Рапма 1           | Восток       | Восток 1–6      | 6 орбиталних   | 1961–1963. |
| Космодром Бајконур, Казахстан         | Рапма 1           | Восход       | Восход 1–2      | 2 орбитална    | 1964–1965. |
| Космодром Бајконур, Казахстан         | Рапма 1, 31       | Сојуз        | Сојуз 1–40 †    | 37 орбиталних  | 1967–1981. |
| Космодром Бајконур, Казахстан         | Рапма 1, 31       | Сојуз        | Сојуз-Т 2–15    | 14 орбиталних  | 1980–1986. |
| Космодром Бајконур, Казахстан         | Рапма 1           | Сојуз        | Сојуз-ТМ 2–34   | 33 орбитална   | 1987–2002. |
| Космодром Бајконур, Казахстан         | Рапма 1           | Сојуз        | Сојуз-ТМА 1–22  | 22 орбитална   | 2002–2011. |
| Космодром Бајконур, Казахстан         | Рапма 1           | Сојуз        | Сојуз ТМА-М 1–9 | 9 орбиталних   | 2010–      |
| Кејп Канаверал, Флорида, САД          | ЛК5               | Редстоун     | Меркјури 3–4    | 2 суборбитална | 1961–1961. |
| Кејп Канаверал, Флорида, САД          | ЛК14              | Атлас        | Меркјури 6–9    | 4 орбитална    | 1962–1963. |
| Кејп Канаверал, Флорида, САД          | ЛК19              | Титан II     | Џемини 3–12     | 10 орбиталних  | 1965–1966. |
| Кејп Канаверал, Флорида, САД          | ЛК34              | Сатурн IB    | Аполо 7         | 1 орбиталан    | 1968–1968. |
| Свемирски центар Кенеди, Флорида, САД | ЛК39              | Сатурн V     | Аполо 8–17      | 10 лун/орб     | 1968–1970. |
| Свемирски центар Кенеди, Флорида, САД | ЛК39              | Сатурн IB    | Скјалаб 2–4     | 3 орбитална    | 1973–1974. |
| Свемирски центар Кенеди, Флорида, САД | ЛК39              | Сатурн IB    | Аполо-Сојуз     | 1 орбиталан    | 1975–1975. |
| Свемирски центар Кенеди, Флорида, САД | ЛК39              | СТС 1–135 ‡  | Спејс-шатл      | 134 орбитална  | 1981–2011. |
| Џиучиен, Кина                         | Област 4          | Дуги марш 2Ф | Шензу 5–7, 9-10 | 5 орбиталних   | 2003–      |

† Три мисије летелице Сојуз биле су без посаде и нису урачунате (Сојуз 2, Сојуз 20 и Сојуз 34).
‡ СТС-51-L (Чаленџер) није стигао до орбите, па није урачунат. СТС-107 (Колумбија) је стигла у орбиту тако да је урачуната (несрећа се догодила при повратку у атмосферу).